# Phebalium megaphyllum
Phebalium megaphyllum är en vinruteväxtart som först beskrevs av Alfred James Ewart, och fick sitt nu gällande namn av Paul G. Wilson. Phebalium megaphyllum ingår i släktet Phebalium och familjen vinruteväxter. Inga underarter finns listade i Catalogue of Life.